# Wołośke (obwód chmielnicki)
Wołoskie (ukr. Волоське, dawniej Коричинці Волоські, hist. pol. Karyczyńce (również Karaczyńce) Wołoskie) – wieś na Ukrainie, w obwodzie chmielnickim, do 2020 r. w rejonie derażniańskim. Obecnie w hromadzie derażniańskiej, rejonu chmielnickiego.  W 2001 roku liczyła 635 mieszkańców.
Znajduje tu się przystanek kolejowy Wołośke, położony na linii Odessa – Lwów.

## Historia
Pierwsza wzmianka o miejscowości pochodzi z 1431 roku. W czasach Rzeczypospolitej i zaboru rosyjskiego wieś nazywała się Karyczyńce (bądź Karaczyńce) Wołoskie.
W 1946 roku zmieniono nazwę wsi z Koryczynci Wołośki (ukr. Коричинці Волоські) na Koryczynci (ukr. Коричинці), a w 1967 roku nadano nazwę Wołośke.